# Jailton Nunes de Oliveira
Jailton Nunes de Oliveira (30 de enero de 1974) es un exfutbolista brasileño que se desempeñaba como centrocampista.
Jugó para clubes como el Bellmare Hiratsuka.

## Trayectoria

### Clubes
| Club               | País  | Año  |
| ------------------ | ----- | ---- |
| Bellmare Hiratsuka | Japón | 1999 |

## Estadística de carrera

### J. League
| Club               | Año   | J. League | J. League | Copa J. League | Copa J. League | Total | Total |
| Club               | Año   | Part.     | Goles     | Part.          | Goles          | Part. | Goles |
| ------------------ | ----- | --------- | --------- | -------------- | -------------- | ----- | ----- |
| Bellmare Hiratsuka | 1999  | 6         | 0         | 0              | 0              | 6     | 0     |
| Total              | Total | 6         | 0         | 0              | 0              | 6     | 0     |